# Recordes e prêmios de Peyton Manning

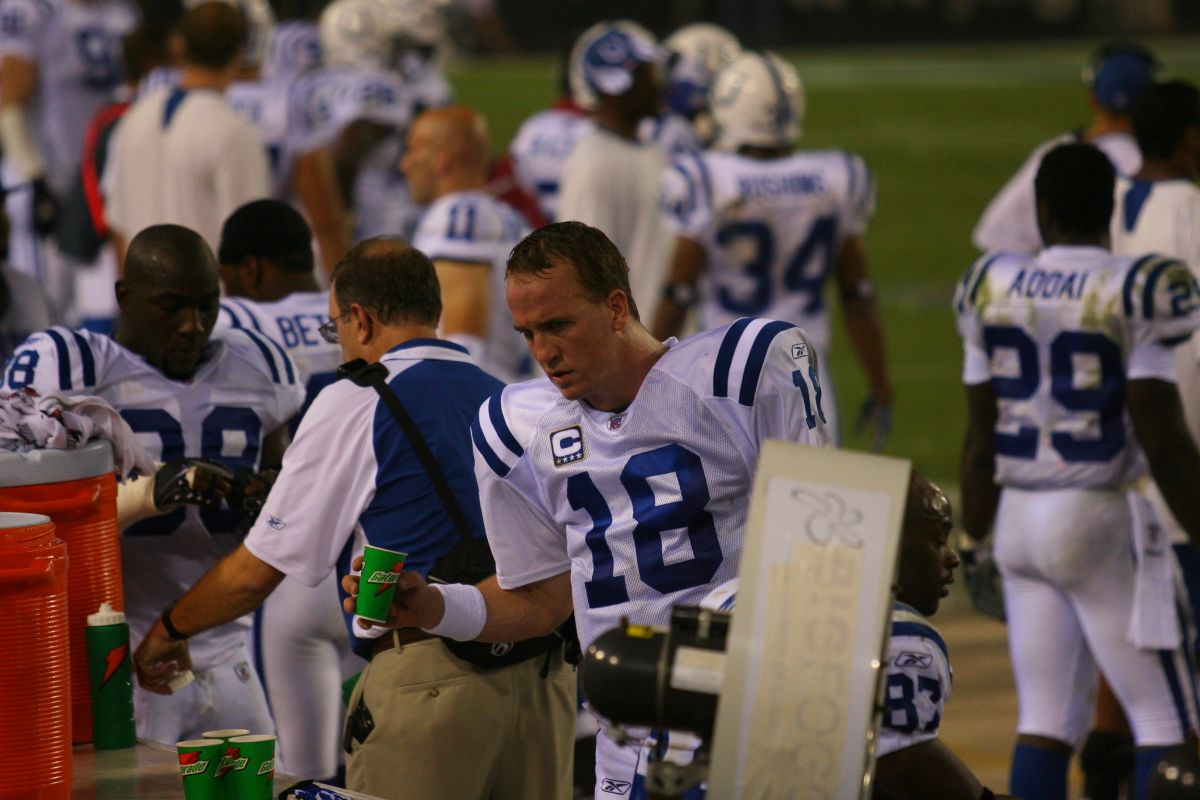
Peyton Manning, ao centro, durante a temporada de 2007.

Lista compreensiva de todos os recordes e prêmios conquistado por Peyton Manning, ex quarterback da National Football League.

## Prêmios e honras da carreira

### Principais Prêmios no high school
- 1992, 1993 Louisiana Class 2x MVP[1]
- 1993 Gatorade Circle of Champions Award[1]
- 1993 Atlanta TD Club's Bobby Dodd Award[1]
- 1993 New Orleans Quarterback Club Player of the Year[1]
- 1993 Columbus, Ohio Touchdown Club Offensive Player of the Year[1]
- 1993 Gatorade High School Player of the Year (Nacional)[2]

### Prêmios na faculdade
| - 1994 SEC Freshman of the Year - 1995 First-Team All-SEC - 1995 SEC Offensive Player of the Week (vs. Arkansas) - 1995 NCAA Offensive Player of the Week (vs. Arkansas) - 1996 Second-Team All-SEC - 1996 Third-Team All-American - 1996 SEC Offensive Player of the Week (vs. South Carolina) - 1996 SEC Offensive Player of the Week (vs. Georgia) - 1997 Davey O'Brien Award - 1997 Johnny Unitas Award - 1997 NCAA QB of the Year | - 1997 Maxwell Award - 1997 James E. Sullivan Award - 1997 Today's Top VIII Award - 1997 SEC Championship MVP - 1997 Citrus Bowl MVP - 1997 First-Team All-American - 1997 SEC Player of the Year - 1997 First-Team All-SEC - 1997 SEC Player of the Week (vs. Southern Miss) - 1998 Best College Player ESPY Award |

### Prêmios da NFL
- 5x NFL MVP (2003, 2004, 2008, 2009, 2013)[5]
- Best NFL Player ESPY Award (2004,[6] 2005[5])
- 12× selecionado para o Pro Bowl (1999–2000, 2002–2009, 2010, 2012)[7]
- 7× First-team All-Pro (2003, 2004, 2005, 2008, 2009, 2012, 2013)[5][6][8]
- 3× Second-team All-Pro (1999, 2000, 2006)[6][5][9]
- Bert Bell Award (2003, 2004)[10]
- 1998 NFL All-Rookie First Team[7]
- 2004 AFC Offensive Player of the Year[6]
- 2004 Fedex Express Player of the Year[11]
- 2005 Best Record-Breaking Performance ESPY Award[5]
- 2005 Walter Payton Man of the Year Award[6]
- 2005 Byron "Whizzer" White Humanitarian Award[7]
- 2005 Pro Bowl MVP[5]
- 2007 Super Bowl MVP[12]
- 2007 Best Championship Performance ESPY Award[6]

### Recordes na faculdade

#### Tennessee Volunteers
| - Mais passes tentados na carreira: 1,381 - Mais passes tentados numa temporada: 477 (1997) - Mais passes tentados em um jogo: 65 (21 de setembro de 1996 vs. Florida) - Mais passes completados na carreira: 863 - Mais passes completados em um jogo: 37 (09/21/96 vs. Florida) - Maior sequência de passes completos em um jogo: 12 (22 de novembro de 1997 vs. Kentucky) - Maior porcentagem de acerto (carreira): 62.49% - Maior porcentagem de acerto em um temporada: 64.2% (1995) - Menor porcentagem de interceptações por passe completado (carreira): 2.39% - Menor porcentagem de interceptações por passe completado em uma temporada: 1.05% (1995) - Maior quantidade de passes completados sem lançar uma interceptação (carreira): 132 - Mais Jardas (temporada): 3,819 (1997) - Mais Jardas (carreira): 11,201 - Mais Jardas (jogo): 508 (22 de novembro de 1997 vs. Kentucky) | - Mais jardas onfensivas (carreira): 11,020 - Mais jogos com 500 jardas ou mais (carreira): 1 - Mais jogos com 400 jardas ou mais (carreira): 3 - Mais jogos com 300 jardas ou mais (carreira): 18 - Mais jogos com 300 jardas ou mais (temporada): 9 (1997) - Maior quantidade de jogos consecutivos com 300 jardas ou mais: 7 - Mais jogos com 200 jardas ou mais (carreira): 30 - Mais vitórias como QB titular (Carreira): 39 - Mais touchdowns passando (Carreira): 89 - Mais touchdown passando (Jogo): 5 (30 de agosto de 1997 vs. Texas Tech, 22 de novembro de 1997 vs. Kentucky) - Mais touchdowns totais (Carreira): 101 - Mais jogadas ofensivas (Carreira): 1,534 - Mais jogadas ofensivas (temporada): 538 (1997) - Mais jogadas ofensivas (jogo): 70 (21 de setembro de 1996 vs. Florida) |

#### SEC
- Menor porcentagem de interceptações por passe completado em uma temporada: 1.05% (1995)[13]
- Maior porcentagem de acerto (carreira): 62.49%
- Menor porcentagem de interceptações por passe completado (carreira): 2.39%
- Maior número de jogos com mais de 300 jardas (carreira): 18

### Recordes na NFL
| - Maior quantidade de temporadas com pelo menos 4 000 jardas aéreas: 13 (1999–2004, 2006–2010, 2012, 2013) - Maior quantidade de jogos com 40 ou mais passes tentados em uma temporada: 10 (2010) - Maior sequência de temporadas com pelo menos 25 passes para touchdown: 13 (1998–2010) - Mais quantidade de jogos com um passer rating perfeito, carreira: 4 (incluindo 1 nos playoffs) - Maior sequência de jogos como titular desde o começo da carreira: 208 - Maior sequência de jogos com pelo menos 2 passes para touchdown: 13 (jogos 1–13, 2004) - Maior sequência de jogos com pelo menos 4 passes para touchdown: 5 (jogos 7–11, 2004) - Maior quantidade de jogos com 4 passes para touchdown na carreira: 25 - Maior quantidade de jogos com 5 passe para touchdown, carreira: 8 (incluindo um jogo de playoff) - Um de dois QBs com pelo menos 6 passes para touchdown e nenhuma interceptação em dois jogos (empatado com Tom Brady) - Um de seis QBs com pelo menos 7 passes para touchdown, jogo (empatado com Sid Luckman, Adrian Burk, George Blanda, Y.A. Tittle, Joe Kapp e Nick Foles) - Um de três QBs com pelo menos 7 passes para touchdown e nenhuma interceptação em um jogo (empatado com Y.A. Tittle e Nick Foles) - Maior quantidade de jogos com 300 ou mais jardas: 73 - Maior quantidade de jogos com 400 ou mais jardas e nenhuma interceptação: 5 - Segunda melhor média de jardas por jogo: 270,2 (Matthew Stafford , 288.4) - Melhor percentual de acerto nos passes em um mês para um QB (min. de 75 tentativas): 81,8% (dezembro de 2008) | - Maior quantidade de jogos com percentual de acerto nos passes superior a 70% (min. de 10 tentativas): 66 - Maior sequência de vitórias como QB titular em temporada regular: 23 (2008–2009) - Maior quantidade de temporadas com 10 ou mais vitórias como titular (temporada regular): 12 (1999–2000, 2002–2010, 2012) - Maior quantidade de temporadas com 12 ou mais vitórias como titular (temporada regular): 9 (1999, 2003–2009, 2012) - Único QB a ter sete temporadas seguidas com 12 ou mais vitórias, como titular (2003–2009) - Único QB com nove temporadas seguidas com 10 ou mais vitórias, como titular (2002–2010) - Único QB a conseguir cinco viradas seguidas em quarto período (jogos 7–11, 2009) - Maior quantidade de viradas no quarto período em uma temporada: 7 (2009) - Primeiro QB a derrotar todos os outros 31 times da lia em temporada regular (Tom Brady também o fez no mesmo dia e Brett Favre também na semana seguinte) - Maior quantidade de vitórias por um quarterback em temporada regular numa década: 115 (2000–2009) - Maior quantidade de vitórias por um QB titular numa década: 124 (2000–2009) - Jogador com mais prêmios de Jogador Mais Valioso (MPV) na carreira: 5 (2003, 2004, 2008, 2009, 2013) - Maior quantidade de passes para touchdown em uma década: 314 (2000–2009) - Maior quantidade de passes para touchdown em uma temporada: 55 - Maior quantidade de jardas aéreas em uma temporada: 5 477 - Maior quantidade de jardas lançadas em uma década: 42 254 (2000–2009) - Maior quantidade de passes completados em uma década: 3 575 (2000–2009) |

#### Recordes como calouro (rookie)
- Mais passes tentados: 575[32]
- Mais passes completadoss: 326[19]
- Mais jardas: 3,739[19]
- mais touchdown: 26[19]
- Maior sequência de jogos com pelo menos 1 touchdown (jogos 4–16): 13[32]

#### ComMarvin Harrison
- Mais passes completados (carreira): 971[33]
- Mais jardas passadas/recebidas (carreira): 13,090[33]
- Mais touchdowns passados/recebidos (carreira): 110[7][33]

#### Recordes no Pro Bowl
- Mais passes tentados (carreira): 150<[34]
- Mais passes tentados (jogo): 41 (2004)[35]
- Mais passes completados (carreira): 92[34]
- Mais passes completados (jogo): 22 (2004)[35]
- Total de jardas (carreira): 1,278[34]
- Total de jardas (jogo): 342 (2004)[35]
- Mais passes para touchdown (carreira): 13[34]

#### Recordes da franquia - Colts
| - Mais passes tentados (carreira): 6,531 - Mais passes tentados (temporada): 591 (2002) - Mais passes tentados (rookie season): 575 (1998) - Mais jogos com mais de 40 passes tentados (carreira): 46 - Mais passes completados (carreira): 4,232 - Mais passes completados (temporada): 392 (2002) - Mais passes completados (rookie season): 326 (1998) - Mais passes completados (jogo): 37 (11 de março de 2002 vs. Tennessee; empatado com Jeff George) - Mais passes completados (jogo como rookie): 30 (11 de janeiro de 1998 vs. New England) - Mais passes completados consecutivamente: 17 - Most games with 20+ completions (career): 125 - Mais jogos com mais de 20 passes completados: 12 (jogos 3–14, 2003) - Maior porcentagem de acerto (carreira): 64.8% - Maior porcentagem de acerto (temporada): 68.8% (2009) - Maior porcentagem de acerto (rookie season): 56.7% - Maior porcentagem de acerto (jogo): 87.5% (14/16 para 95 jardas, 30 de dezembro de 2007 vs. Tennessee)[carece de fontes?] - Mais jardas (carreira): 50,033 - Mais jardas (temporada): 4,557 (2004) - Mais jardas (em uma temporada como novato): 3,739 - Mais jardas (jogo): 472 (31 de dezembro de 2004 vs. Kansas City) - Jogos com mais de 300 jardas (carreira): 55 - Jogos com mais de 300 jardas (temporada): 6 (2004 e 2006) - Jogos com mais de 300 jardas (rookie season): 4 - Jogos consecutivos com mais de 300 jardas: 5 (2009) - Mais temporadas com pelo menos 4,000 jardas (1999–2004, 2006–2009): 10 - Temporadas consecutivas com 4,000 jardas (1999–2004): 6 - Mais passes para touchdown (carreira): 366 - Mais passes para touchdown (temporada): 49 (2004) - Mais passes para touchdown (rookie season): 26 | - Mais passes para touchdown (jogo): 6 (28 de setembro de 2003 vs. New Orleans e 25 de novembro de 2004 vs. Detroit) - Mais passes para touchdown (jogo -rookie ): 3 (4 vezes; empatado com Johnny Unitas e Jeff George) - Mais jogo com pelo menos 4 passes para touchdown (carreira): 17 - Mais jogos com pelo menos 4 passes para touchdown (temporada, 2004): 6 - Mais jogos com pelo menos 3 passes para touchdown (carreira): 54 - Mais jogos com pelo menos 1 passes para touchdown (temporada): 15 (5 vezes) - Mais jogos com pelo menos 1 passes para touchdown (rookie season): 15 (1998) - Mais jogos consecutivos com pelo menos 4 passes para touchdown (jogos 7–11, 2004): 5 (2004) - Mais jogos consecutivos com pelo menos 3 passes para touchdown: 8 (jogos 5–12, 2004) - Mais jogos consecutivos com pelo menos 2 passes para touchdown: 13 (jogos 1–13, 2004) - Mais jogos consecutivos com pelo menos 1 passes para touchdown (rookie season): 13 (jogos 4–16) - Mais temporadas com pelo menos 25 passes para touchdown (1998–2007, atualmente): 10 - Maior percentual de touchdown por passe (carreira): 5.66% - Maior percentual de touchdown por passe (temporada): 9.86% (2004) - Maior percentual de touchdown por passe (jogo): 24.00% (09/28/03 vs. New Orleans) - Mais interceptações (jogo): 6 (11 de novembro de 2007 vs. San Diego) - Mais interceptações (temporada): 28 (1998) - Maior rating (carreira): 95.2 - Maior rating (temporada): 121.1 (2004) - Mais jogos com o rating perfeito (carreira): 4 (incluindo 1 jogo de playoff) - Mais jogos como QB titular (atualmente): 192 - Mais jogos como QB titular pela franquia Colts: 192 (atualmente) - Maior número de game-winning drives no 4º quarto/prorrogação (carreira): 45 (empatado com Johnny Unitas) - Maior número de game-winning drives no 4º quarto/prorrogação (temporada): 7 (1999) |